# هلو (نمة شير)
هلو (بالفارسية: هلو) هي قرية تقع في إيران في قسم نمة شیر الريفي. يقدر عدد سكانها بـ 97 نسمة بحسب إحصاء 2016.